# 端捲海螄螺
端捲海螄螺（学名：Epitonium duocamurum）为海螄螺科海螄螺屬下的一个种。